# Oskar Schmidt
Oskar Ryszard Roland Schmidt (ur. 9 marca 1902 w Wiedniu, zm. 26 kwietnia 1976 tamże) – doktor nauk chemicznych, wynalazca i autor patentów, polski i austriacki przedsiębiorca. Założyciel i dyrektor Polskiej Spółki dla Przemysłu Gumowego „Sanok” SA w Sanoku, Sanockiej Fabryki Akumulatorów oraz Polyair Maschinenbau GmbH w Kittsee.

## Życiorys

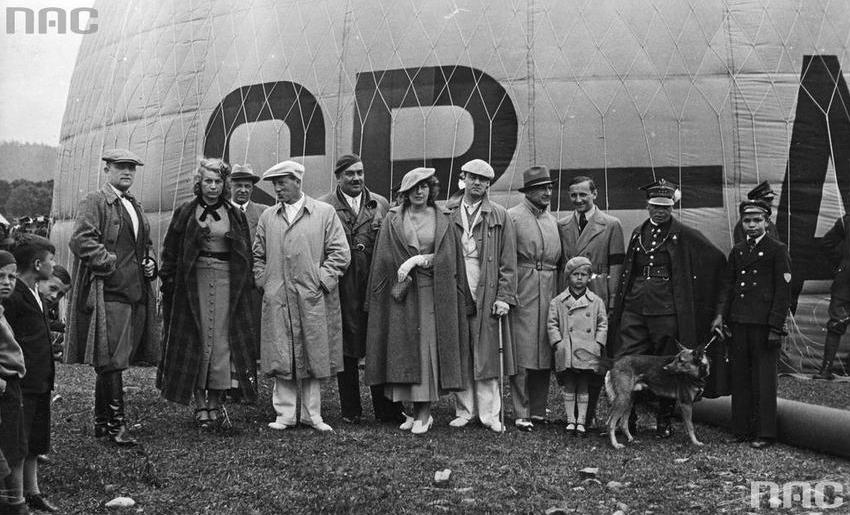
Oskar Schmidt (czwarty z lewej) wraz z żoną przed balonem „Sanok” na sanockich Błoniach. Obok m.in. Olga Didur-Wiktorowa i Adam Didur (21 czerwca 1936)

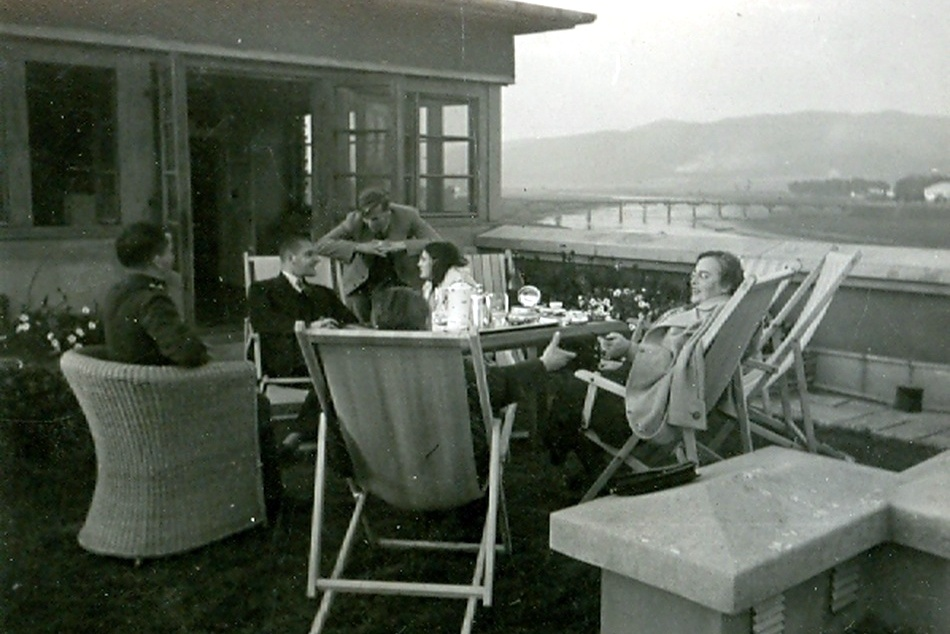
Tarasy przy budynku dyrekcji fabryki Oskara Schmidta z widokiem na rzekę San i Olchowce

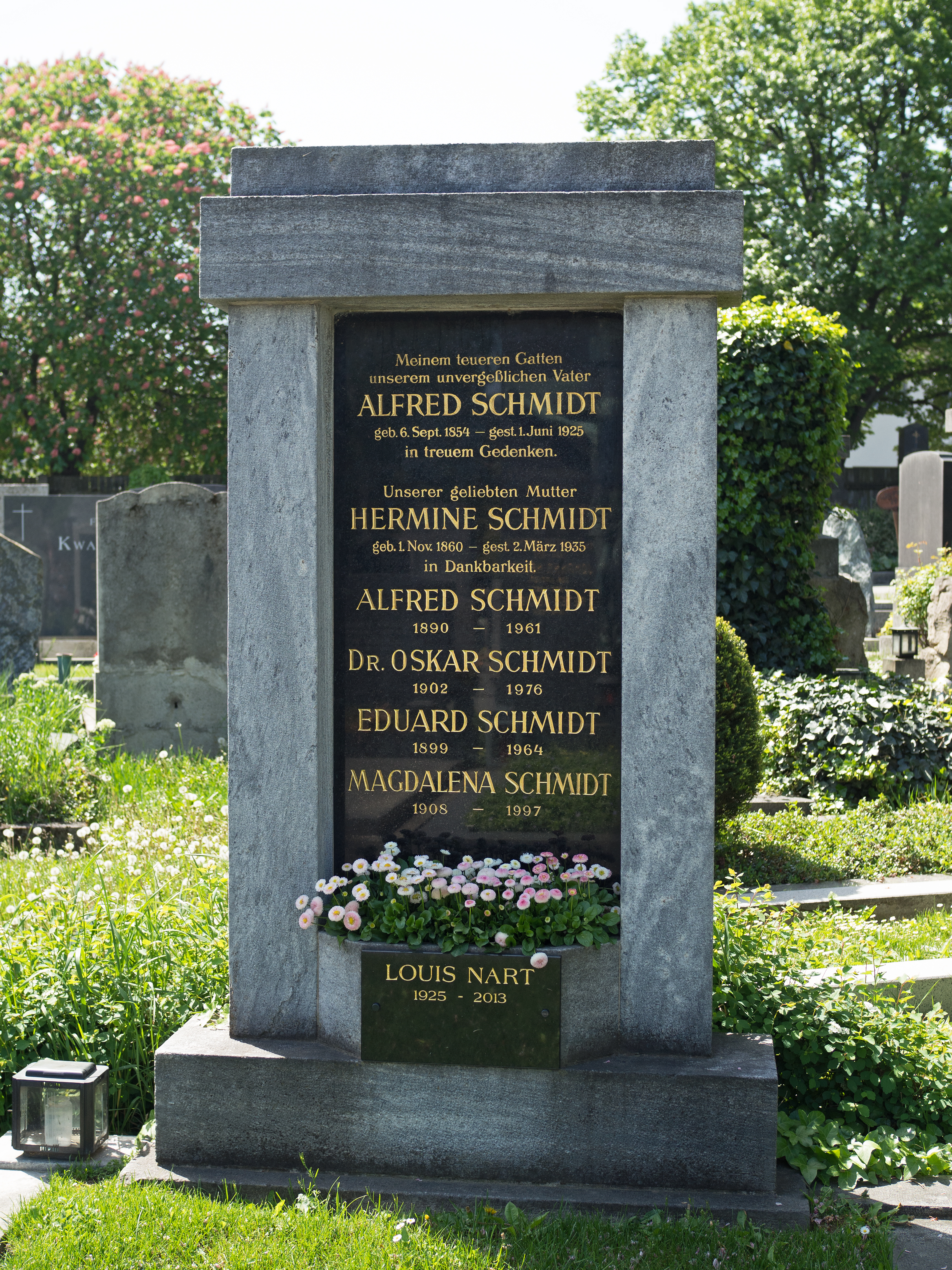
Nagrobek Oskara Schmidta

Oskar Ryszard Roland Schmidt urodził się 9 marca 1902 w Wiedniu. Był Austriakiem, synem Alfreda Schmidta (1854–1925) i Herminy Ősterreicher (1860–1935). Miał starszą siostrę Marthę oraz dwóch starszych braci Karla i Alfreda. Dzieciństwo i młodość spędził w Wiedniu. Po ukończeniu studiów na Wydziale Chemii i Fizyki (na kierunku chemii o specjalizacji guma) Uniwersytetu Wiedeńskiego, na początku 1928 wyjechał z Austrii i znalazł zatrudnienie w zakładach gumowych w Wolbromiu. Pracował wspólnie ze swoją żoną, Martą Franciszką z domu Plaum (ur. 3 marca 1907). Dziećmi Oskara Schmidta były: Elżbieta Marta (ur. 12 grudnia 1928), Krystyna Joanna Józefa Naneta (ur. 24 sierpnia 1931), Oskar Józef (ur. 1935), Andrzej (ur. 4 września 1939), bliźniacy Jan Emanuel i Krzysztof (ur. 21 czerwca 1941), Marta (ur. 6 maja 1944).
W 1932 przystąpił z kapitałem głównie francuskim i szwajcarskim do założenia przedsiębiorstwa znajdującego się na terenie Centralnego Okręgu Przemysłowego. Dzięki poparciu posła Józefa Morawskiego oraz płk. Bronisława Prugara-Ketlinga uzyskał zgodę Ministerstwa Skarbu na rozpoczęcie działalności gospodarczej w Sanoku. Budową kierował wspólnie z bratem Karolem Schmidtem, generalnym pełnomocnikiem akcjonariuszy. W 1934 przyjął obywatelstwo Rzeczypospolitej Polskiej. W języku polskim porozumiewał się słabo. W 1936 załoga nowo powstałej fabryki liczyła już 1200 osób. Zakład pod nazwą „Sanok”. Polska Spółka dla Przemysłu Gumowego S.A. produkował elementy masek przeciwgazowych, płyty gumowe, pasy transmisyjne i paski klinowe do alternatorów, opony i dętki rowerowe, węże strażackie, łodzie desantowe i płótno balonowe. Schmidt zakupił też angielską licencję na „Laticel”, gumę porowatą stosowaną do wypełniania siedzeń w pojazdach. Do produkcji wszelkiego rodzaju wyrobów stosowany był powszechnie recykling, a uzyskiwany z gumowych odpadów poprodukcyjnych regenerat kauczuku wykorzystywano ponownie do produkcji opon, hamulców i elementów wagonów kolejowych. Wartość przedsiębiorstwa w 1939 szacowano na 700 tys. dolarów. Przy fabryce gumy w 1936 powstała Sanocka Fabryka Akumulatorów, której dyrektorem także został O. Schmidt.
Uchwałą Magistratu w Sanoku z 20 marca 1934 Oskar Schmidt został uznany przynależnym do gminy Sanok. 30 lipca 1935 został wybrany delegatem do zgromadzeń okręgowych Izby Przemysłowo-Handlowej we Lwowie w okręgu nr 77 w Sanoku. Był członkiem sekcji przemysłowej lwowskiej IPH i radcą tejże. Działał także społecznie. Był członkiem wspierającym Katolickiego Związku Młodzieży Rękodzielniczej i Przemysłowej w Sanoku. W 1934 został prezesem Sanockiego Klubu Balonowego „Guma”, założonego z okazji przyjazdu do Sanoka uczonego francuskiego Augusta Piccarda i jego zamiaru lotu balonem wykonanym z materiału wyprodukowanego w Sanoku (klub działał jako sekcja Aeroklubu Lwowskiego). W jego ramach powstał balon pod nazwą „Sanok” (pierwszy lot 9 maja 1936 w Warszawie, drugi konkursowy w Toruniu 17 maja 1936 – wygrana w konkursie, zaś uroczysty lot w Sanoku odbył się 21 czerwca 1936 na obszarze obecnej dzielnicy Błonie). Ponadto wspierał rozwój tenisa w Sanoku przy wsparciu Towarzystwa Gimnastycznego „Sokół” w Sanoku. 25 lipca 1934 został skarbnikiem zarządu Towarzystwa Przyjaciół Ziemi Sanockiej. 27 stycznia 1935 został członkiem zarządu oddziału Ligi Morskiej i Kolonialnej w Sanoku.
W 1936 otrzymał dyplom zasługi, przyznany przez Zarząd Okręgu Wojewódzkiego Ligi Obrony Powietrznej i Przeciwgazowej we Lwowie z okazji „XIII Tygodnia L.O.P.P.”. W 1938 został odznaczony polskim Krzyżem Zasługi za działalność w dziedzinie przemysłu gumowego w Polsce.
Był dyrektorem sanockiej fabryki do końca lat 30. U kresu istnienia II Rzeczypospolitej jako dyrektor sanockiej fabryki figurował pod adresem ulicy Wiejskiej 18 w Warszawie. Po wybuchu II wojny światowej i nastaniu okupacji niemieckiej pozostawał w Sanoku był przypisany do adresu Reymontastraße 9. Podczas wojny park maszynowy sanockiego zakładu prawie w całości został zdemontowany i przeniesiony do fabryki Semperita w Krakowie. Podczas okupacji niemieckiej Oskar Schmidt jako dzierżawca zarządzał gospodarstwem ziemskim w Besku oraz browarem Morawskich w Zarszynie, nadanym jemu przez Liegenschaft w Sanoku. W tym czasie udzielał pomocy Polakom, m.in. wykorzystując swojego kontakty z władzami administracyjnymi; utrzymywał kontakty z dowódcą placówki Zarszyn w ramach Obwodu Sanok ZWZ/AK, ppor. Mieczysławem Granatowskim ps. „Gram” (który bardzo pochlebnie wyrażał się o działalności Schmidta na rzecz potrzebujących podczas wojny). Schmidt zatrudniał w tym czasie Polaków poszukiwanych przez Niemców, a także przekazywał produkty żywnościowe, przesyłane następnie jeńcom niemieckiego Oflagu VII A Murnau (przebywali tam oficerowie przedwojennego 2 Pułku Strzelców Podhalańskich z Sanoku) i więźniom niemieckich obozów koncentracyjnych. W swoim majątku ukrywał żołnierzy AK oraz Żydów.
Rodzina Oskara Schmidta miała dziesięcioro dzieci. Parkowa posiadłość Schmidtów znajdowała się w Sanoku na obszarze dawnej wsi Olchowce. W 1939 po zajęciu tej części Sanoka przez ZSRR Schmidt znalazł schronienie w Woli Sękowej, gdzie dzięki uprzejmości Andrzeja Wiktora przebywał w miejscowym dworze do zakończenia wojny. Po wojnie władze Polski Ludowej odebrały Schmidtowi ziemię i browar w Zarszynie.
Po wojnie pragnął odzyskać znacjonalizowaną przez PKWN firmę (z odpadów gumowych zamierzał wytwarzać najpotrzebniejsze w pierwszych latach po wojnie wyroby m.in. obcasy oraz podeszwy). W 1946 wyjechał do Wolbromia, gdzie w fabryce objął stanowisko naczelnego inżyniera, z którego został po krótkim czasie usunięty. Decyzją z 3 stycznia 1949 Oskar Schmidt wraz z dziećmi zostali ponownie mieszkańcami Sanoka. Ponownie bezskutecznie próbował odzyskać fabrykę w Sanoku. Dla utrzymania siebie i rodziny założył następnie tartak. Już w 1948 firma określanej jako „Tartaki” dr. Oskara Schmidta posiadała dział księgowości, funkcjonujący na drugim piętrze gmachu przy ul. Tadeusza Kościuszki 4 w Sanoku.
W 1949 powrócił do rodzinnego Wiednia i tam funkcjonował w przemyśle. Razem z czterema braćmi założył w Kittsee firmę Polyair Maschinenbau GmbH działającą w branży maszyn do produkcji wyrobów gumowych. Prowadził interesy z ZSRR i Czechosłowacją. Ostatecznie orzeczeniem Nr 58 Ministra Przemysłu Lekkiego, Jerzego Grzymka, z 14 grudnia 1950 Zakłady Przemysłu Gumowego „Stomil” w Sanoku zostały przejęte na własność państwa. W 1963 dzięki pomocy Schmidta przeprowadził się do Wiednia Andrzej Wiktor szukający pomocy po śmierci żony Olgi Didur-Wiktorowej.
Oskar Schmidt zmarł 26 kwietnia 1976 w Wiedniu i został pochowany na tamtejszym cmentarzu Döbling.
Obecnie firma Polyair jest potentatem w produkcji poduszek pneumatycznych do samochodów ciężarowych oraz opon z usztywnionymi ściankami bocznymi.